# Kisbékés

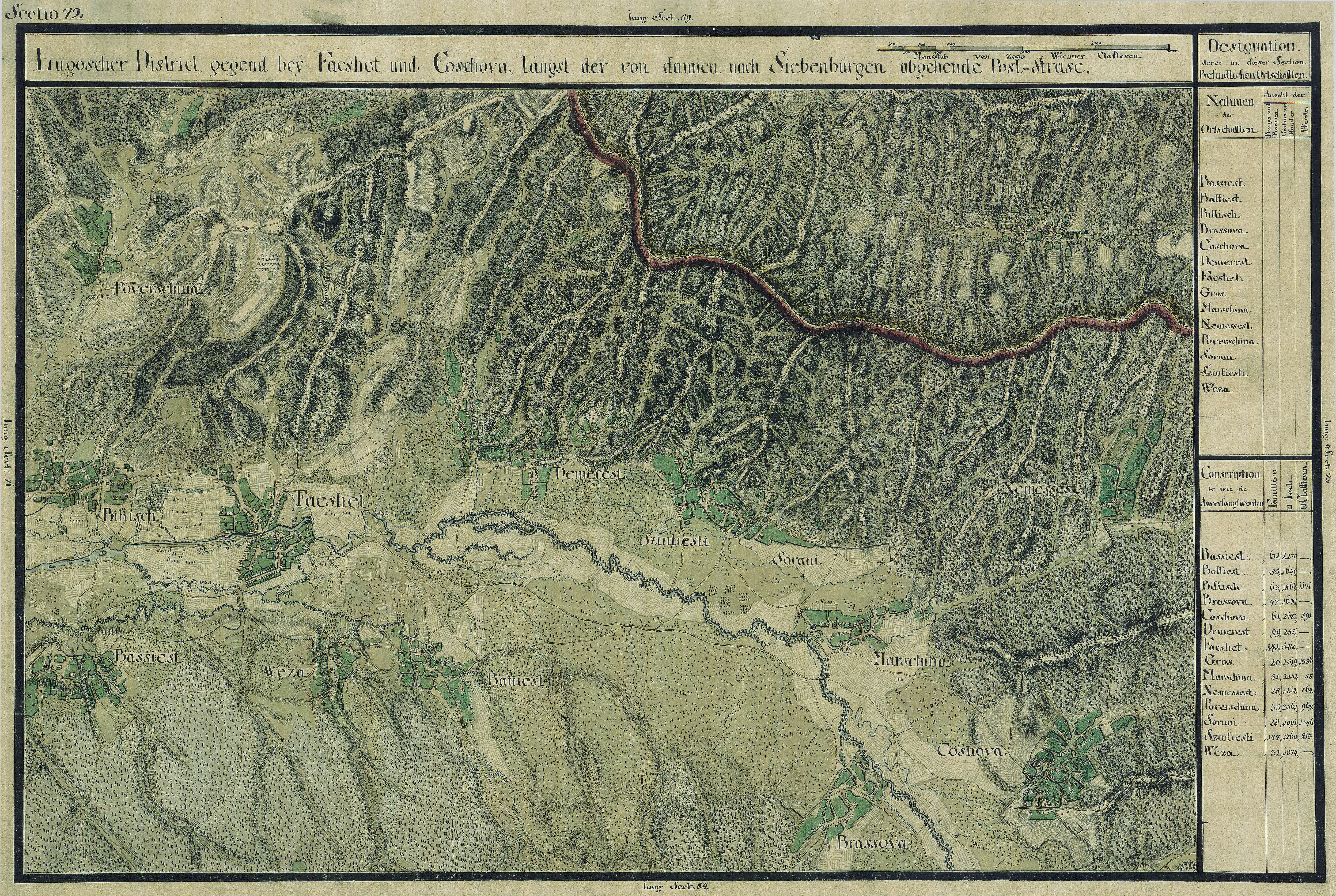
Kisbékés egy régi térképen

Kisbékés, románul: Bichigi, település Romániában, a Bánságban, Temes megyében.

## Fekvése
Lugostól északkeletre, Facsádtól nyugatra, a Béga jobb partján, Porzsony, Beketyő és Facsád közt fekvő település.

## Története
Kisbékés, Békés nevét 1717-ben említette először oklevél Bikiz néven. 1778-ban Bikits, Bikisch, 1808-ban és 1888-ban Bikis, 1913-ban Kisbékés néven írták.
A trianoni békeszerződés előtt Krassó-Szörény vármegye Facsádi járásához tartozott.
1910-ben 886 lakosából 881 román volt. Ebből 882 görögkeleti ortodox volt.